# Albizia subdimidiata
Albizia subdimidiata là một loài thực vật có hoa trong họ Đậu. Loài này được (Splitg.) Barneby & J.W.Grimes miêu tả khoa học đầu tiên.